# Fanári (Rhodope)
Fanári, en grec moderne : Φανάρι, est un village côtier du dème de Komotiní dans le district régional de Rhodope en Macédoine-Orientale-et-Thrace en Grèce.
Selon le recensement de 2021, la population du village s'élève à 438 habitants.